# 何蕃
何蕃（?—?），唐朝和州（今安徽省和县）人。
何蕃为太学生，事父母至孝。他在太学每年回家一次，父母不许。于是隔二年，父母也不许。一共在太学五年，慨然因父母将老，心不自安，就要辞别诸生而去，于是大家把何蕃关在空舍中，一起写下何蕃的义行，请求国子司业阳城挽留他。这时，阳城被唐德宗贬为道州刺史，何蕃于是不走了，与太学诸生鲁人季偿、王鲁卿、李谠等二百人在阙下磕头，请朝廷留下阳城。柳宗元听说后，给何蕃等人写信，赞扬他们发扬太学生上书请命的传统，但是也劝解他们，说阳城去地方任职，也能造福一方百姓。何蕃等守在阙下数日，被官吏阻止不得上书。阳城最后还是走了，何蕃等人泣涕，为阳城立石纪德。朱泚之乱，诸生想要投靠朱泚，何蕃正色怒斥不听从，于是六馆学士没有担任伪职。何蕃在太学二十年，有死丧无法归葬的同学，何蕃亲自为他们治丧。

## 延伸阅读
[在维基数据编辑]
 《新唐書·卷194》，出自《新唐書》